# 過酸化亜硝酸
過酸化亜硝酸(Peroxynitrous acid)は、活性窒素種の1つである。過酸化亜硝酸塩(ONOO-)の共役酸で、酸解離定数(pKa)は、約6.8である。in vivoでは、一酸化窒素(NO・)と超酸化物(O2・-)の拡散律速反応で形成される。硝酸の異性体で、速度定数k = 1.2 s-1で異性化する。この過程は、ヒドロキシルラジカルと二酸化窒素ラジカルの形成の最大5%に寄与する。芳香族化合物とONOOHの間で錯体を形成し、ONOOHをcis型からtrans型に変換することで、低収率で芳香族化合物を酸化及び硝酸化する。また、過酸化亜硝酸は大気化学において重要な役割を果たす。